# Giffaumont-Champaubert
Giffaumont-Champaubert é uma comuna francesa na região administrativa do Grande Leste, no departamento de Marne. Estende-se por uma área de 28.16 km², e possui 273 habitantes, segundo o censo de 2018, com uma densidade de 9.7 hab/km².